# Naives-Rosières
Naives-Rosières je francouzská obec v departementu Meuse v regionu Grand Est. Žije zde 809 obyvatel.

## Geografie

### Sousední obce
| Růžice kompasu |            | Vavincourt      | Rumont             | Růžice kompasu |
| Růžice kompasu | Behonne    | Sever           | Érize-Saint-Dizier | Růžice kompasu |
| Růžice kompasu | Behonne    | Naives-Rosières | Érize-Saint-Dizier | Růžice kompasu |
| Růžice kompasu | Behonne    | Jih             | Érize-Saint-Dizier | Růžice kompasu |
| Růžice kompasu | Bar-le-Duc | Resson          | Culey              | Růžice kompasu |